# John-Paul Langbroek
John-Paul Honore Langbroek (Assen, 31 januari 1961) is een Australisch tandarts en politicus van Nederlandse afkomst. Sinds 2004 is hij lid van het parlement van de Australische deelstaat Queensland voor de Liberal National Party.

## Leven en werk
Langbroek werd geboren in Assen, Nederland, als zoon van een Nederlandse vader, Jan Langbroek, en een deels Jamaicaans- deels Amerikaanse moeder, Anne. Zijn ouders waren zendelingen in Papoea-Nieuw-Guinea en de familie emigreerde later naar Australië, waar ze in Queensland reisden en woonden. John-Paul en zijn zus Kate (een bekende Australische mediapersoonlijkheid) werden opgevoed als Jehova's getuigen. Voordat hij de politiek inging, studeerde hij tandheelkunde aan de Universiteit van Queensland en runde hij een eigen tandartspraktijk in Surfers Paradise.

## Politieke carrière
Langbroek begon zijn politieke loopbaan toen hij in 2004 werd verkozen tot lid van het parlement van Queensland voor de kieskring Surfers Paradise, een positie die hij sinds die tijd bekleedt. Zijn politieke loopbaan omvat:
- Oppositieleider: Van 2009 tot 2011 was hij de leider van de oppositie in Queensland.
- Ministeriële posten: Hij bekleedde twee keer de post van minister van Onderwijs, in de regering Newman (2012-2015) en sinds 2024 in de regering Crisafulli.

## Persoonlijk leven
John-Paul Langbroek is getrouwd met Stacey, samen hebben ze drie kinderen. Hoewel hij de religie van zijn ouders (Jehova's getuigen) niet openlijk heeft verworpen, spreekt hij hier zelden over in het openbaar.